# 大邱站
大邱站（：／ Daegu yeok */?）是韓國京釜線沿線的一座鐵路車站，位于大邱廣域市北區七星洞2街，有ITX-新村及無窮花號列車停靠。未來大邱圈廣域鐵道工程完工後，本站將編入大邱地鐵系統中。

## 車站結構
站體為3面6線完全混合式月台的地面車站。

### 月台配置
| ↑ 西大邱           |
| \| ３４ \| ５６ \| |
| 東大邱 ↓           |

| 月台 | 路線       | 車種               | 目的地                        |
| ---- | ---------- | ------------------ | ----------------------------- |
| 1    | 京釜線     | 無窮花號、ITX-新村 | 往 首爾、水原、天安、大田方向 |
| 3、4 | 京釜高速線 | KTX、SRT           | 通過線                        |
| 5    | 不使用     | 不使用             | 不使用                        |
| 6    | 京釜線     | 無窮花號、ITX-新村 | 往 釜山、晉州、釜田方向       |

## 历史
- 1905年1月1日，落成使用。
- 1913年2月 - 第一代站舍竣工。
- 1978年12月15日，第二代站舍竣工。
- 2003年1月17日 - 第三代站舍竣工。
- 2013年9月1日 - 发生大邱站列車冲突事故。

## 车站周边
- 樂天百貨大邱店
- 大邱市民会馆
- 七星花卸賣市場
- 七星市場公營停車場
- 北部消防署
- 大邱銀行統一路支店
- 七星洞郵局
- 七星高等学校
- 大邱市民運動場棒球場
- 大邱共同魚市場
- 大邱景明女子高等学校
- 大邱景明女子中学校
- 大邱玉山初等学校
- 無量寺

## 相鄰車站
韓國鐵道公社
京釜線
西大邱－大邱－東大邱